# Ferice Plai și Hoancă
Ferice Plai și Hoancă este o arie protejată de interes național ce corespunde categoriei a IV-a IUCN (rezervație naturală de tip mixt), situată în vestul Transilvaniei, pe teritoriul județului Bihor.

## Localizare
Aria naturală se află în extremitatea sud-estică a județului Bihor (în ramura nordică a Munților Bihorului, grupă montană a Apusenilor ce aparține lanțului carpatic al Occidentalilor), pe teritoriul administrativ al comunei Buntești.

## Descriere
Ferice Plai și Hoancă a fost declarată arie protejată prin Legea Nr.5 din 6 martie 2000 (privind aprobarea Planului de amenajare a teritoriului național - Secțiunea a III-a - zone protejate, publicată în Monitorul Oficial al României, Nr.152 din 12 aprilie 2000) și se întinde pe o suprafață de 1,10 hectare. Aceasta se suprapune sitului de importanță comunitară: Ferice - Plai.
Rezervația naturală reprezintă o zonă acoperită cu fânețe piemontane nealterate unde vegetează rarități floristice protejate prin Directiva 92/43/CE (anexa I-a) din 21 mai 1992 (privind conservarea habitatelor naturale și a speciilor de faună și floră sălbatică); printre care specii de: anemone (Anemone narcissiflora) și carlina (Carlina acanthifolia). Arealul rezervației asigură condiții prielnice de viețuire unei reptile din familia Colubridae - năpârca (Natrix natrix); specie faunistică protejată la nivel european prin aceeași directivă a UE.

## Obiective turistice aflate în vecinătate
- Biserica de lemn „Sfântul Ioan Teologul” din satul Brădet, construcție 1733, monument istoric.
- Biserica de lemn „Schimbarea la Față” din satul Dumbrăvani, construcție 1752, monument istoric.
- Biserica de lemn din satul Stâncești, construcție 1724, monument istoric.
- Centrul de ceramică neșlefuită de la Lelești.